# Trg hrvatskih branitelja (Bjelovar)
Trg hrvatskih branitelja u Bjelovaru je trg i park u centru grada Bjelovara. S trgom Stjepana Radića čini lokalitet i naselje Staro Sajmište.
Unutar trga se nalaze spomenik Željku Sabolu, dječije igralište, labirint i benzinska postaja INA-e.

## Povijest
Današnji Braniteljski trg je od 1764. godine bio sajmišni prostor gdje su se održavali stočni i trgovački sajamski događaji. Na prostoru trga se nalazio javn zdenci za napajanje stoke i opskrbu stanovnika pitkom vodom.
Istovremeno se nalazio i javni zdenac na dijelu Sajmišta koje danas čini Trg Stjepana Radića.
Austro-Ugarska vlada je pri urbanizaciji grada zahtijevala premještanje sajma na drugu lokaciju, zato što lokacija Starog Sajmišta nije odgovarala sanitarnim i veterinarskim propisima. Bjelovarska gradska vlast je više puta apelirala Vladi da se sajmište ne seli, uz obećanja da će urediti i sanirati sajmište.
Godine 1908. usprkos obećanjima gradske vlasti Bjelovara, Austro-Ugarska vlada naređuje preseljenje sajmišta na novu lokaciju. Sajmište je preseljeno na sjeverni dio grada na prostor vojnog vježbališta, današnja četvrt Logor. Dok prostor Starog Sajmišta ostaje prazan.
Prostor je kasnije preuređen u gradski perivoj, cijeli prostor Starog Sajmišta je nosio naziv Trg Stjepana Radića sve do 1991. godine kada je od sjevernoga dijela Staroga Sajmišta stvoren trg hrvatskih branitelja.